# マービン・レノアー
マービン・レノアー（Marvin Lenoar、1966年8月25日 - ）は音楽家、主にドラマーである。
作詞、作曲、プロデュース、ラップ、ボーカルなどの音楽活動を展開するほか、ミュージシャンへの歌詞・楽曲の提供などを行っている。ジャズミュージシャン、クリヤ・マコトのアルバムにも参加。

## 略歴
- アメリカ合衆国ミシガン州デトロイトに9人兄弟の末っ子として生まれる。
- 9歳より教会のゴスペルにインスパイアされドラムを叩き始める。
- 音楽一家に育ち、母親はピアノ奏者、兄達もピアノ ギター ドラムなどのミュージシャン。その中の一人、ダーネル・キンブローは、日本在住のプロのギタリスト。
- その後、チャールズ・バニスター・ドラムスクールに入学。プロのミュージシャンとして必要な高度な知識とテクニックを学ぶ。彼の同窓生にはマイケル・ジャクソンのドラマーとしても知られるリッキー・ローソンなどがいる。
- 1990年ツアーで来日。その後日本とアメリカ両方を拠点に、様々なミュージシャンと共演、今に至る。
- 2001年、自らの会社「有限会社スフィア」を立ち上げ、イベント演出、アーティストのマネージメント等を行う。
- 2005年より倉木麻衣のバンドメンバーとなり、ツアーやテレビ出演、カウントダウンライブ等に参加。2007年には倉木麻衣初の海外ライブ、台湾公演にも出演。
- 2005年にドラムメーカーTAMAの契約アーティストとなる。また2005年日本国際博覧会 愛・地球博にも出演をする。
- 2007年から2008年　中日ドラゴンズのチアリーダー・チアドラゴンズへの曲の提供およびプロデュース。
- 2007年、SILVAのレコーディングに参加。
- 2009年、アメリカの人気歌手・ニーヨの日本ツアーのオープニングアクトをJASMINE (歌手)がつとめ、バンドメンバーとして参加。
- 2010年、サマーソニックに JASMINEのドラマーとして参加。
- 2010年、招待制フリーのZeppツアーおよびGOLDツアーにJASMINE (歌手)のドラマーとして参加。
- 2010年、大黒摩季「Anything Goes!」のプロモーションビデオに出演。
- 2011年、映画「明日泣く」(主演 斎藤工　汐見ゆかり), 監督 内藤誠に　ジャズドラマー, クレイグ・ハンター役で出演。
- 2022年、上田正樹 R&Bバンドに参加。ツアー、レコーディングを行う。